# マルサシュロックFC
マルサシュロックFC (英語: Marsaxlokk Football Club) は、マルタ・マルサシュロックに本拠地を置くサッカークラブである。
1949年にマルサシュロック・ホワイト・スターズFC (Marsaxlokk White Stars F.C.) として創設され、1954年に現在のクラブ名になった。2001-02シーズンのファースト・ディヴィジョン (2部相当) に優勝して、2002-03シーズンにトップディビジョンであるマルタ・プレミアリーグに昇格した。2006-07シーズンのプレミアリーグで初優勝を果たした。

## タイトル

### 国内タイトル
- リーグ：1回
  - 2006-07

### 国際タイトル
なし

## 歴代監督
| 名前                         | 年        |
| ---------------------------- | --------- |
| エドガル・デガブリエーレ     | 2019-2021 |
| パブロ・ドッフォ             | 2021-2023 |
| ウィンストン・マスカット     | 2023-2024 |
| ヴィンチェンツォ・ポテンツァ | 2024-     |

## 過去の成績
| シーズン  | リーグ                         | 順位 |
| --------- | ------------------------------ | ---- |
| 1997-98   | マルタ・ファーストディビジョン | 4位  |
| 1998-99   | マルタ・ファーストディビジョン | 9位  |
| 1999-2000 | マルタ・セカンドディビジョン   | 2位  |
| 2000-01   | マルタ・ファーストディビジョン | 6位  |
| 2001-02   | マルタ・ファーストディビジョン | 1位  |
| 2002-03   | マルタ・プレミアリーグ         | 6位  |
| 2003-04   | マルタ・プレミアリーグ         | 4位  |
| 2004-05   | マルタ・プレミアリーグ         | 5位  |
| 2005-06   | マルタ・プレミアリーグ         | 3位  |
| 2006-07   | マルタ・プレミアリーグ         | 1位  |
| 2007-08   | マルタ・プレミアリーグ         | 2位  |
| 2008-09   | マルタ・プレミアリーグ         | 4位  |
| 2009-10   | マルタ・ファーストディビジョン | 1位  |
| 2010-11   | マルタ・プレミアリーグ         | 4位  |
| 2011-12   | マルタ・プレミアリーグ         | 12位 |
| 2012-13   | マルタ・ファーストディビジョン | 6位  |